# 満月城の歌合戦
『満月城の歌合戦』（まんげつじょうのうたがっせん）は、1946年（昭和21年）製作・公開、マキノ正博（のちのマキノ雅弘）監督による日本の長篇劇映画、音楽映画である。

## 略歴・概要
1946年（昭和21年）、松竹京都撮影所所長を務めていた当時のマキノ正博・満38歳の監督作、ミュージカル映画である。松竹が配給し、同年12月31日、同社の正月興行作品として全国公開された。同日封切られたのは、東宝が、渡辺邦男監督、上原謙主演の『愛の宣書』、大映（現在の角川映画）が、マキノの義兄・松田定次監督、片岡千恵蔵主演の『七つの顔』であった。当時マキノの妻であった轟夕起子は、松田の『七つの顔』にも出演している。
本作の上映用プリントは、現在、東京国立近代美術館フィルムセンターには所蔵されてはいない。

## スタッフ・作品データ
- 企画 - 小倉浩一郎
- 監督 - マキノ正博
- 脚色 - 八尋不二
- 撮影 - 三木滋人
- 照明 - 西川鶴三
- 美術 - 島公靖
- 録音 - 石原貞光
- スクリプター - 青山圭男
- 音楽 - 仁木他喜雄、大久保徳二郎
- 作詞 - 島田磬也

- 主題歌
  1. 『あこがれの歌』 : 歌藤山一郎、作詞サトウハチロー、作曲仁木他喜雄
  2. 『青空に描く』 : 歌轟夕起子、台詞小夜福子、作詞島田磬也、作曲仁木他喜雄

- 製作 : 松竹京都撮影所
- 上映時間 （巻数 / メートル） : 83分 （9巻 / 2,269メートル）
- フォーマット : 白黒映画 - スタンダード・サイズ（1.37:1） - モノラル録音
- 公開日 :  日本 1946年12月31日
- 配給 :  松竹

## キャスト
- 小夜福子 - 阿波の忍丸
- 轟夕起子 - 伊予の花丸
- 藤山一郎 - 仙波太郎
- 月丘夢路 - 尾花姫
- 服部富子 - 腰元笠屋
- 楠木繁夫 - 赤井赤太
- 松平晁 - 青井青八
- ディック・ミネ - 白井新八
- 杉狂児 - 大鮫黒右衛門
- 益田喜頓 - 屋島の権九郎
- 坊屋三郎 - 金団次郎
- 山茶花究 - 九筒三郎
- 奈美野一郎 - 群衆の甲
- 三原純子 - おとみ
- 玉松一郎 - 小料理店亭主
- 田端義夫 - 屋酒屋亭主
- 日本橋きみ栄 - 屋酒屋亭主の女房
- ベティ・稻田 - 踊る女

## 註
1. ↑  1946年 公開作品一覧 84作品、日本映画データベース、2010年2月1日閲覧。
2. ↑  七つの顔、日本映画データベース、2010年2月1日閲覧。
3. ↑  所蔵映画フィルム検索システム、東京国立近代美術館フィルムセンター、2010年2月1日閲覧。